# خیابان هفده شهریور
خیابان هفده شهریور با نام سابق خیابان شهباز، نام خیابانی در محدوده شرقی-جنوب شرقی تهران است که در مناطق ۱۲ و ۱۳ و ۱۴ و ۱۵ شهرداری تهران قرار گرفته است و از میدان امام حسین در شمال آغاز شده و به اتوبان شهید رئیسی در جنوب ختم می شود.
این خیابان در حدفاصل میدان امام حسین تا میدان شهدا (ناحیه شمالی) بین مناطق ۱۲ و ۱۳ و از میدان شهدا تا میدان خراسان بین دو منطقه ۱۲ و ۱۴ مشترک است و از میدان خراسان تا بزرگراه رئیسی در منطقه ۱۵ قرار گرفته است.بخش عمده خط ۶ متروی تهران در راستای خیابان ۱۷ شهریور قرار گرفته است و تقریبا دسترسی کاملی از شمالی‌ترین نقطه تا جنوب ترین بخش این خیابان دارد.

## در دوره پهلوی
خیابان شهباز از میدان شهناز شروع می‌شد، به میدان ژاله می‌رسید، از میدان خراسان می‌گذشت، از خیابان بی‌سیم رد می‌شد، به تیردوقلو می‌رسید و با خیابان منصور تقاطع داشت و سرانجام به زمین‌های بایر جنوب تهران می‌رسید.

## تقاطع ها
| از شمال به جنوب                 | از شمال به جنوب                    | از شمال به جنوب |
| ------------------------------- | ---------------------------------- | --------------- |
| میدان امام حسین                 |                                    |                 |
| پیاده رو                        |                                    |                 |
| چهارراه صفا                     | خیابان صفا                         |                 |
|                                 | خیابان خشکبارچی                    |                 |
|                                 | خیابان شهبازی                      |                 |
| trolley ایستگاه میدان شهدا      |                                    |                 |
|                                 | خیابان کفایی امانی                 |                 |
| ایستگاه متروی میدان شهدا        |                                    |                 |
| میدان شهدا                      | خیابان پیروزی خیابان مجاهدین اسلام |                 |
| trolley ایستگاه کفش ملی         |                                    |                 |
|                                 | خیابان قادری                       |                 |
|                                 | خیابان کابلی                       |                 |
| trolley ایستگاه ناصری           |                                    |                 |
|                                 | خیابان آذرباد                      |                 |
| ایستگاه متروی امیر کبیر         |                                    |                 |
| trolley ایستگاه دروازه دولاب    |                                    |                 |
| چهارراه شمس                     | خیابان ابن سینا خیابان شیرازی      |                 |
| trolley ایستگاه یاس             |                                    |                 |
| trolley ایستگاه پل آهنگ         |                                    |                 |
|                                 | بزرگراه محلاتی                     |                 |
| trolley ایستگاه سعیدی           |                                    |                 |
| ایستگاه متروی شهدای هفده شهریور |                                    |                 |
|                                 | خیابان قیام                        |                 |
|                                 | خیابان عجب گل                      |                 |
| BRT 2 ایستگاه میدان خراسان      |                                    |                 |
| trolley ایستگاه میدان خراسان    |                                    |                 |
| میدان خراسان                    | خیابان خراسان خیابان خاوران        |                 |
| ایستگاه متروی میدان خراسان      |                                    |                 |
| trolley ایستگاه بانک مسکن       |                                    |                 |
| سه راه تیر دوقولو               | خیابان شوش                         |                 |
| trolley ایستگاه تیر دوقولو      |                                    |                 |
| trolley ایستگاه نسیم            |                                    |                 |
|                                 | خیابان تاجیک خیابان پرورشگاه       |                 |
| trolley ایستگاه بهزیستی         |                                    |                 |
| ایستگاه متروی شهید رضایی        |                                    |                 |
|                                 | خیابان رضایی                       |                 |
| trolley ایستگاه منصور           |                                    |                 |
|                                 | خیابان رستگاری مقدم                |                 |
| trolley ایستگاه هفده شهریور     |                                    |                 |
| دوربرگردان                      |                                    |                 |
| ایستگاه متروی بعثت              |                                    |                 |
| بزرگراه بعثت                    |                                    |                 |
| از جنوب به شمال                 |                                    |                 |